# CITES
CITES (Convention of International Trade in Endangered Species), kallas också Washingtonkonventionen efter första medlemsmötets (COP 1) plats. CITES är ett internationellt multilateralt avtal som trädde i kraft den 1 juli 1975, efter att ha undertecknats den 3 mars 1973. Avtalet har till syfte att reglera handeln med vilda djur och växter, med målet att skydda arter från att hotas eller utrotas som en följd av överexploatering.

## Appendix
Arterna som skyddas under CITES är indelade i tre olika bilagor – så kallade appendixer – beroende på vilket skydd de anses behöva:
- Appendix I omfattar arter som bedöms vara hotade av utrotning. Internationell handel med dessa arter, eller delar av dem, är i princip förbjuden och får endast ske i undantagsfall, exempelvis för vetenskaplig forskning. Tillstånd krävs både vid export och import.

- Appendix II innehåller arter som inte nödvändigtvis är akut hotade, men där en oreglerad handel kan leda till allvarliga konsekvenser för arternas överlevnad. Handeln är tillåten men måste kontrolleras och kräver i regel exporttillstånd.

- Appendix III inkluderar arter som skyddas nationellt i minst ett land. Det landet har begärt hjälp från övriga CITES-parter för att övervaka och begränsa internationell handel. Till skillnad från Appendix I och II, där ändringar sker via gemensamt beslut, kan enskilda medlemsländer ensidigt lägga till arter i Appendix III.

## Syfte
I motsats till vad många tror är CITES inte en organisation som skyddar djur mot jakt eller annan "användning", tvärtom är syftet att skydda de mest hotade arterna egentligen för att de skall kunna uppnå en nivå där de återigen kan till exempel jagas. Och detta skydd gäller bara för internationell handel inom och mellan de länder som är medlemmar. Myanmar till exempel är inte medlem, och djur och växter därifrån innefattas därför inte av CITES internationella skydd för handel. Samtliga stater, medlemmar eller ej, kan dessutom jaga och decimera sina egna djurstammar som de vill, skyddet är för internationell handel med djur, växter eller produkter från dessa, mellan medlemsländerna.
Det inhemska skyddet inom ett land är något annat, en helt skyddad art kallas i Sverige fridlyst och får ej jagas eller störas i sin fortplantning. Det finns dock undantagsregler som skyddsjakt och självförsvar, och Sverige saknar därmed verklig fridlysning, eftersom brottet mot fridlysning är ett relativt lågt straff.
Det finns 70 arter som växer i Sverige, upptagna på listan i Appendix II. De flesta tillhör familjen Orchidaceae.